# 天主圣三堂 (格拉茨)
天主圣三堂（Dreifaltigkeitskirche）是奥地利格拉茨内城的一座罗马天主教教堂，位于城堡山广场（Schlossbergplatz）附近的Sackstraße街。

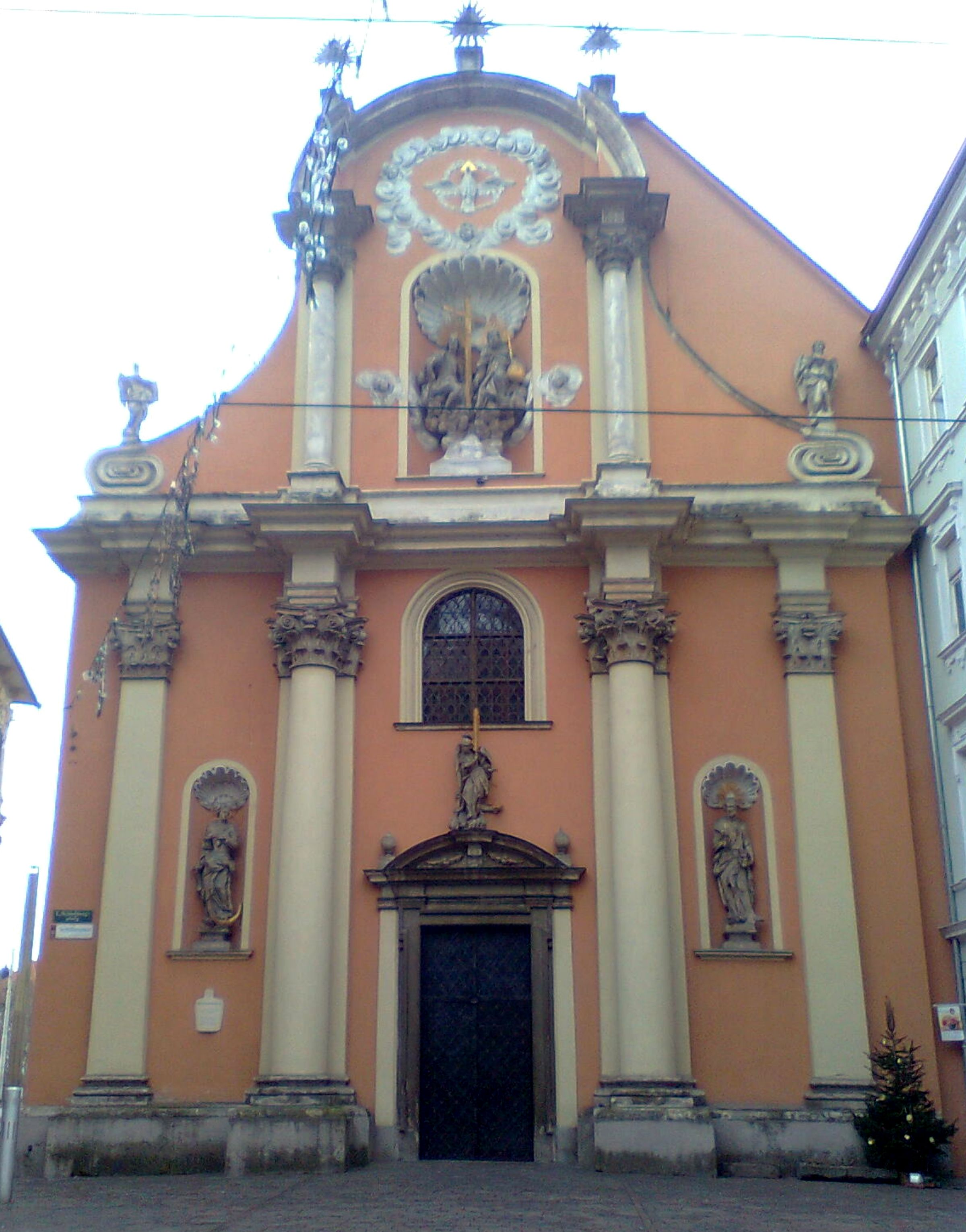
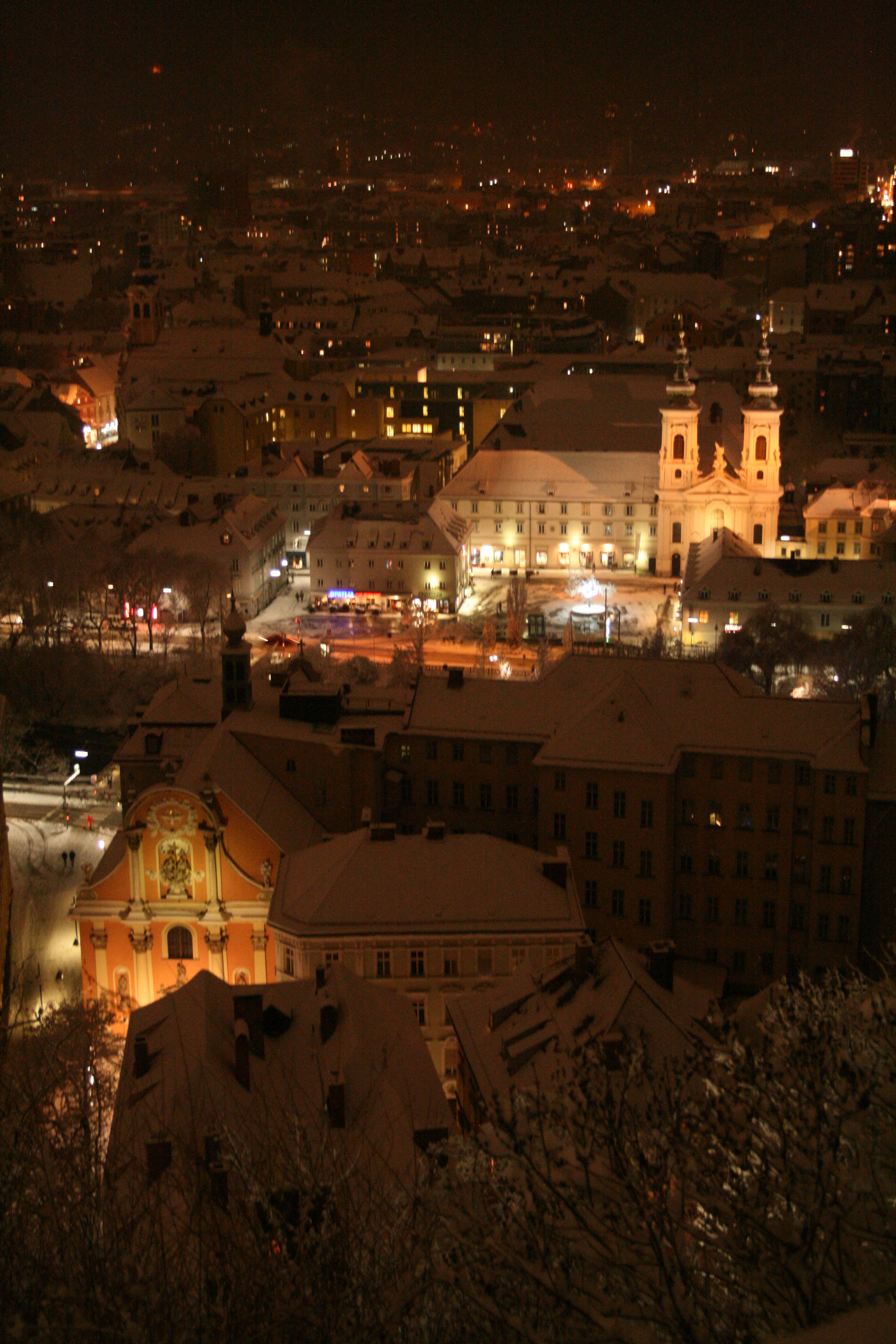
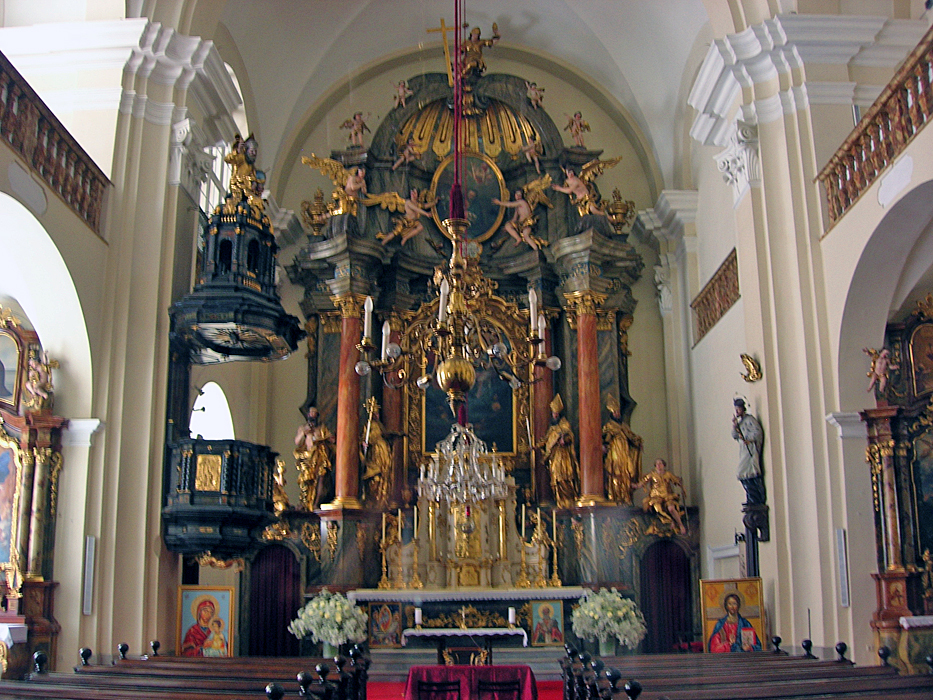

## 历史
该堂建于1694年到1704年，最初属于圣吳甦乐女修会。今天该堂属于方济各会管理。

## 建筑
该堂为巴洛克风格，外观模仿了罗马的耶稣会教堂耶稣教堂，内部也采用巴洛克式的装饰。